# De Tomaso Mangusta
La De Tomaso Mangusta è un'automobile costruita dal 1967 al 1971 dalla casa automobilistica italiana De Tomaso.

## La storia

La Mangusta in una foto dell'epoca

Nel 1965 Alejandro de Tomaso aveva riposto molte speranze nel progetto della De Tomaso P70, una vettura che avrebbe potuto segnare la svolta per la piccola casa modenese, che fino ad allora aveva prodotto solo poche vetture da competizione e una cinquantina di coupé Vallelunga con motore Ford da un centinaio di cavalli, ed era desiderosa di fare un salto di qualità.

Il pilota e costruttore italo-argentino, che aveva realizzato insieme alla Ghia e presentato al pubblico un prototipo (dapprima statico e in seguito marciante) partendo dai disegni del progettista statunitense Pete Brock, impiegato presso il team del pilota e preparatore americano Carroll Shelby, sperava che una volta realizzata la vettura e dimostratone il valore tecnico, essa venisse acquistata dal team americano per sostituire le loro Lang Cooper a telaio tubolare (una Cooper Monaco modificata e spinta da un motore Ford da 4,7 litri che il team impegnava nelle gare nordamericane), ormai al limite dello sviluppo.

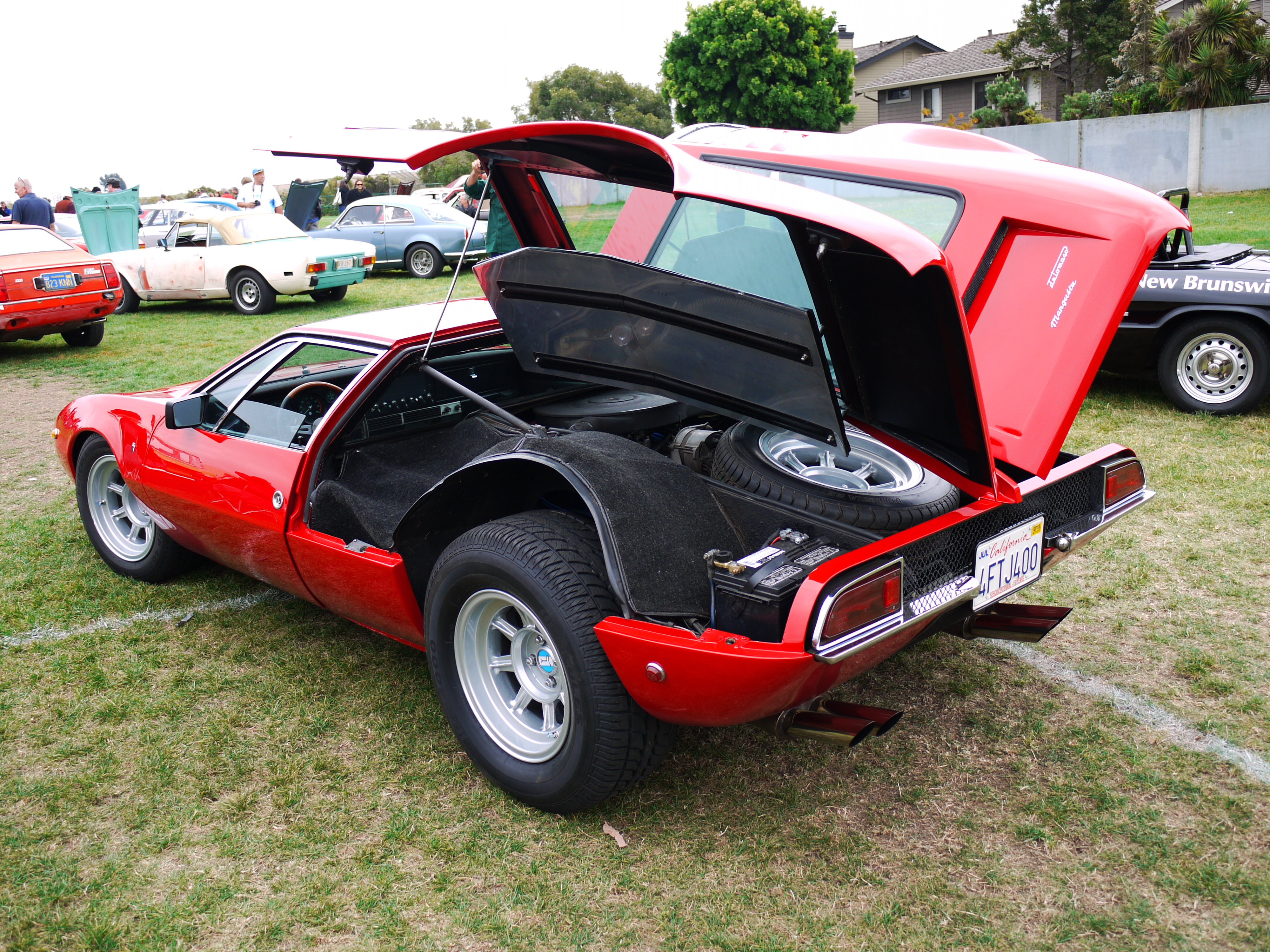
Il particolare cofano posteriore della Mangusta con apertura ad ali di gabbiano

Ma proprio nel 1965, Shelby venne coinvolto dalla Ford nel programma della Ford GT40, che fino ad allora aveva dato risultati deludenti. Il preparatore si dedicò completamente a questo nuovo incarico, mettendo da parte le sue vetture e i relativi progetti di sviluppo, cosicché Alejandro De Tomaso si trovò senza il principale destinatario della sua nuova sportiva e fu costretto a modificare i suoi piani: decise quindi di convertirsi alle auto sportive stradali per confrontarsi direttamente con Ferrari e Lamborghini, marchi che affondavano le proprie radici nel medesimo territorio geografico dove era nata e cresciuta la sua piccola azienda e a cui l'argentino voleva sottrarre quote di mercato soprattutto nei ricchi Stati Uniti d'America.
Per farlo partì proprio dall'esperienza maturata col "progetto P70", a sua volta elaborato sui concetti tecnici dalla Vallelunga e dalle sue derivate da competizione, che non andò perduta e fu riversata nella Mangusta, il cui nome fu scelto dal sanguigno argentino come rivalsa nei confronti di Carroll Shelby, in quanto la mangusta è l'unico mammifero in grado di combattere ad armi pari con il cobra, animale simbolo delle vetture del preparatore statunitense.

## Tecnica

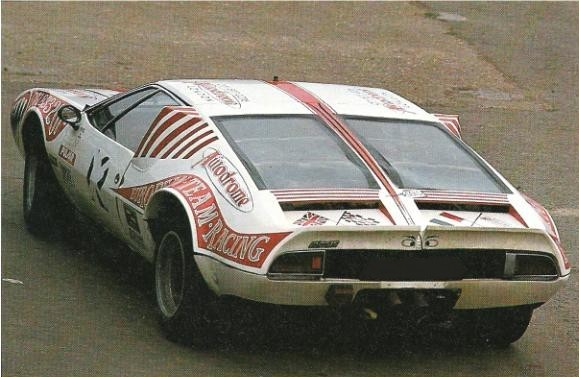
Posteriore di una Mangusta in versione da corsa

Nelle intenzioni della casa di Modena, il punto di forza e la principale caratteristica della Mangusta era il telaio monotrave in alluminio, della Vallelunga progettata tre anni prima. in pratica lo stesso della P70/Sport 5000, che prevedeva il motore posteriore centrale con funzione semi-portante.come nelle auto da competizione degli anni settanta.Soluzione questa innovativa per una gran turismo stradale. A far da corollario al monotrave vi erano sospensioni indipendenti sulle quattro ruote, impianto frenante a quattro dischi a circuito sdoppiato e ruote in magnesio fornite da Campagnolo nelle misure 7x15" anteriori e 8x15" posteriori. Una soluzione telaistica simile al monotrave della Mangusta era adottata dalla Lotus, ma la casa inglese non prevedeva il motore come elemento stressato, affidando a diramazioni del telaio il compito di reggere le sospensioni posteriori. Il telaio modenese, accoppiato ad un pesante e potente motore Ford V8 in ghisa e rivestito con una leggera carrozzeria in acciaio con cofani e portiere in lega leggera, esacerbò i problemi di rigidezza già apparsi sulla Vallelunga, fece sì che la distribuzione dei pesi della vettura fosse tutt'altro che ideale. De Tomaso prova ad alleggerirlo sostituendo qualche pezzo con fusioni di alluminio, ma il risparmio è solo di 25 kg. Per migliorare la dinamica decide di montare il motore più in basso. Non può farlo con il carter secco, che ha costi elevati, perciò riduce il diametro della campana della frizione montando tre dischi di piccolo diametro invece del grande disco di serie. Tuttavia la distribuzione dei pesi rimane in ogni modo sbilanciata con distribuzione 32% all'anteriore e 68% al posteriore, e rese la dinamica di guida della Mangusta incerta e imprevedibile all'approssimarsi del limite di aderenza e non all'altezza della migliore concorrenza, anche se il rapporto peso/potenza le permetteva di rivaleggiare con la contemporanea Lamborghini Miura.
Il motore, accoppiato ad un cambio a 5 rapporti fornito dalla ZF alquanto duro negli innesti, era l'otto cilindri a V Ford 289 da 4,7 litri che veniva elaborato dalla De Tomaso fino a raggiungere i 306 CV, ma in seguito fu montato sugli esemplari destinati al mercato statunitense il molto meno potente Ford 302, sempre otto cilindri a V ma da 5 litri e soli 220 CV, che però permetteva alla vettura di rispettare i sempre più stringenti limiti antinquinamento emanati in quegli anni dal governo federale degli USA.

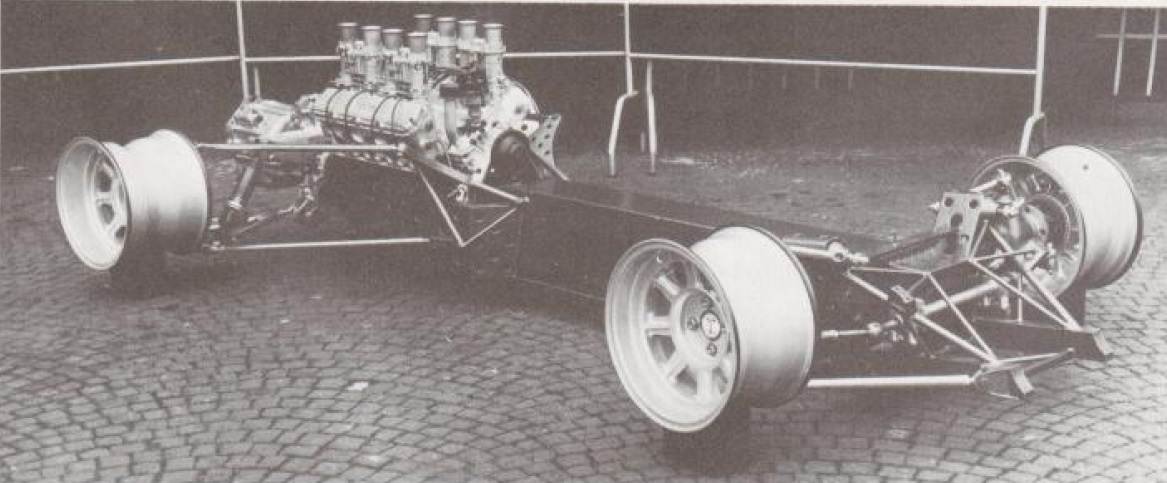
Il telaio monotrave e la meccanica completa della De Tomaso P70, riutilizzati come base per la Mangusta.

La carrozzeria fu disegnata da Giorgetto Giugiaro, all'epoca disegnatore capo presso la carrozzeria Ghia di Torino, adeguando al telaio modenese un suo precedente progetto rifiutato dalla Iso Rivolta, che però aveva entusiasmato il nuovo committente. Il risultato fu una linea bassissima (solo 1100 mm di altezza) che inficiava l'abitabilità, ma che era il giusto compromesso tra eleganza ed aggressività ed era caratterizzata da un enorme parabrezza (che imponeva l'acquisto del condizionatore d'aria per alleviare l'effetto serra d'estate) e dal cofano motore diviso in due parti con apertura ad ali di gabbiano. Giorgetto Giugiaro sulla Mangusta realizza un esercizio estetico composito di elementi piani,anticipa la cornice sporgente che racchiude calandra e fari, soluzione ripresa poi da altri costruttori. Con questa vettura sono superate le linee curve e sinuose che Giugiaro disegnava poco prima  per Bertone. A tale ricercatezza esteriore si contrapponeva un interno particolarmente scarno, in linea con l'idea di una vettura da corsa adeguata alla circolazione stradale propugnata dal costruttore. Da notare l'espediente tecnico/stilistico adottato per la fanaleria anteriore della versione per il mercato statunitense: i quattro piccoli fari tondi accoppiati della versione europea non rispettavano il limite minimo di altezza imposto dal ministero dei trasporti americano, perciò Giugiaro dotò le vetture ivi destinate di un singolo faro tondo di maggiori dimensioni e parzialmente retrattile (ancorché visibile in posizione di riposo), così che una volta esteso esso raggiungeva l'altezza minima richiesta.